# Acetrizoato di sodio
L'acetrizoato di sodio (DCI, noto anche con il nome commerciale di Urokon, Triurol e Salpix), sale sodico dell'acido acetrizoico, è un composto idrosolubile ad alta osmolarità usato come agente di contrasto iodurato in radiografia e non più adoperato per uso clinico.
Venne sviluppato da V.H. Wallingford di Mallinckrodt, e introdotto nel 1950; è stato utilizzato come agente di contrasto per molti studi radiografici, inclusa l'urografia, l'angiografia del cervello, della carotide, della aorta, e la colecistografia . Si è rivelata in breve tempo essere molto tossica per i reni ed il sistema nervoso, tant'è che il primo lavoro che ne cita l'amministrazione con molta cautela è datato 1959. Dopo altre testimonianze di reazioni avverse di ipersensibilità e di danni cerebrali, è stata sostituita con altri agenti di maggiore efficacia e minore tossicità, come ad esempio il diatrizoato di sodio, un composto chimicamente molto simile.